# Chevrolet Astra
Pour les articles homonymes, voir Astra.
La Chevrolet Astra est basée sur l'Opel Astra qui était vendue en Europe de 1997 à 2003. Elle est proposée en version 2 ou 3 volumes.